# 佳里子龍廟
| 子龍廟玉勅永昌宮                                                                       | 子龍廟玉勅永昌宮                  |
| -------------------------------------------------------------------------------------- | --------------------------------- |
| 佳里子龍廟『永昌宮』                                                                   |                                   |
| 基本情報                                                                               |                                   |
| 位置                                                                                   | 台南市佳里区子龍里麻佳路三段200号 |
| 宗教                                                                                   | 台湾民間信仰                      |
| 主神                                                                                   | 趙聖輔天帝君（趙聖帝君）          |
| 例祭                                                                                   | 趙聖帝君聖誕 農暦2月16日          |
| 建立                                                                                   | 清朝乾隆二十年（1755年）          |
| 管理者                                                                                 | 永昌宮管理委員会                  |
| 地図                                                                                   |                                   |
| 佳里子龍廟 座標: 北緯23度10分31秒 東経120度12分32秒 / 北緯23.175413度 東経120.208781度 |                                   |

佳里子龍廟（かりしりゅうびょう、正式名称は子龍廟玉勅永昌宮：しりゅうびょうぎょくちょくえいしょうぐう）、別名：佳里永昌宮（かりえいしょうぐう）は、台湾台南市佳里区子龍里に位置する、三国時代の蜀漢の名将、趙雲（ちょう うん：字・子龍）を主神とする廟。神号は趙聖輔天帝君。
趙雲を祀る台湾初の廟であり、数ある趙雲を主祀とする廟の一つ。南部で蜀漢の五虎大将軍の2人を祀る廟のうちの1つでもある（もう一人は関羽：関帝廟）。
地元の集落も廟に因んで『子龍廟』または台湾語の同音から転訛した『子良廟』と呼ばれるようになり、日本統治時代には糖業鉄道が『子良廟駅』を設置し、その地に設立された『子龍里』は、国内でも数少ない神の名が付けられた村の一つとなった。
現在の廟は1995年に建てられ、最も目を引くランドマークは、槍を構え、蜀漢の初代皇帝・劉備の子・劉禅（阿斗）を抱えた趙雲の騎馬像であり、1983年に屏東の周俊雄が制作した:42。

## 歴史と沿革

### 起源
子龍廟の漢人集落は、鄭成功に従って台湾に渡った福建省同安出身の林六叔を起源とし、佳里興堡東勢寮に開墾地が割り当てられたことによる。
清の康熙30年（1691年）、東勢寮の村人たちは、精神的支柱を求めて、茅葺小屋を建て、神を祀ることを決定する。その時、村人の林廷龍が川で釣りをしていると、川に流されずにくるくると回転している流木を見つけた。拾い上げると、「常山趙子龍」（常山：趙雲の出身地）の文字がシロアリによって喰い込まれていた。村人たちはこれを神の玉勅（神意）だと考え、この流木を茅葺小屋に祀った。
その後、中国大陸の泉州から来たという見知らぬ木彫り職人が現れ、「趙将軍が夢の中に現れ、この流木を神像にするようにと言われた」と言い、流木を大・小二つの趙雲像（大子龍金身と二子龍金身）に彫り上げた。この二つの神像は現在も正殿に祀られている。東勢寮はこの時から『子龍廟』（以下、佳里子龍廟）と改名し、のちに趙雲が劉禅から永昌亭侯の爵位を授けられたことに因んで『永昌宮』とも呼ばれる。落成式（完成を祝う式典）が2月16日であったため、この日を子龍神の誕辰日（偉人や神の誕生日）と定めている:43。

### 日本統治時代

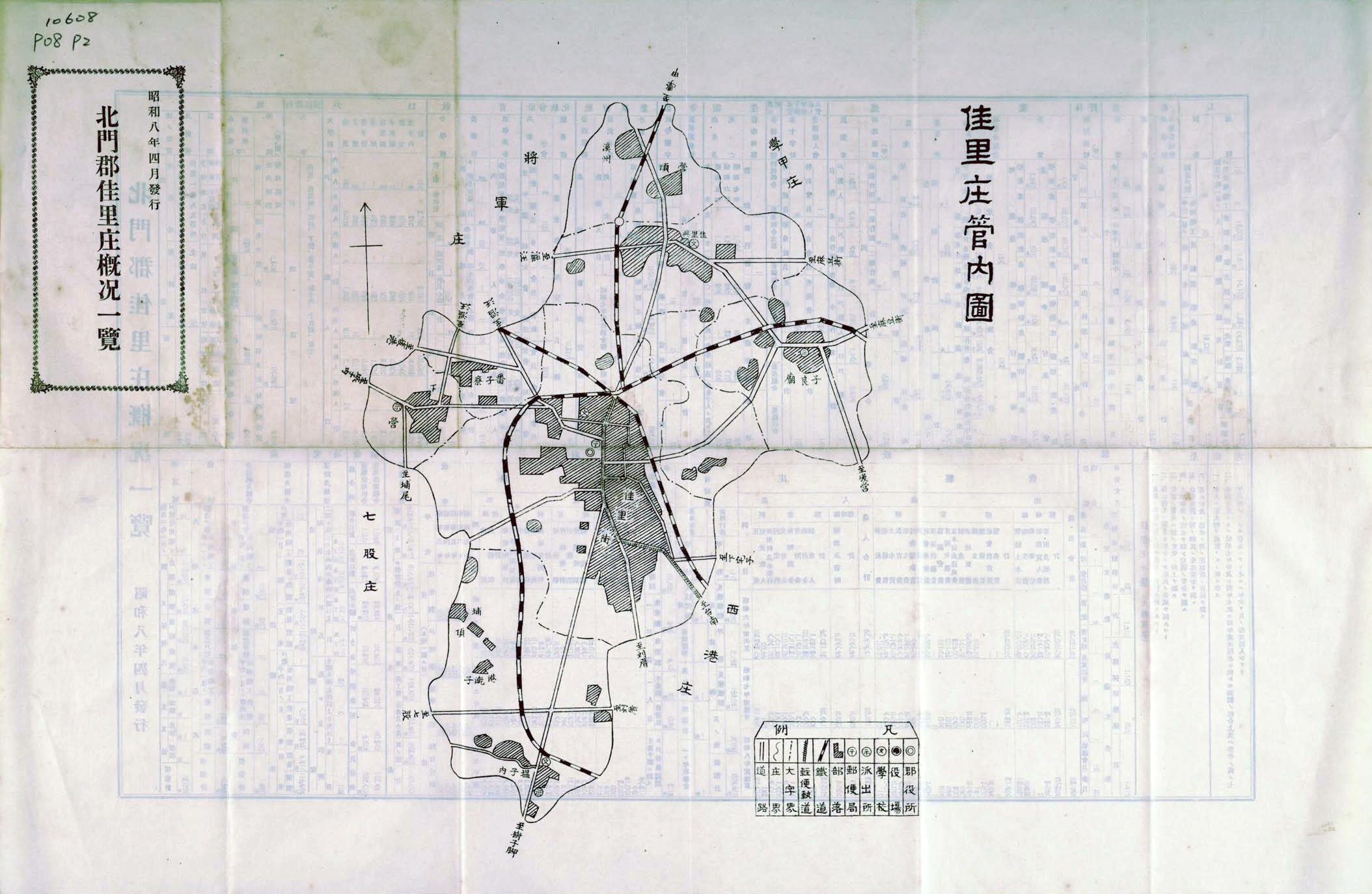
昭和8年（1933年）4月発行・佳里庄管内図に記される子良廟（子龍廟）。

大正4年（1915年）、旧廟は年月を経て老朽化していた。そこで、製糖業で財を築いた正董事（取締役）の林波:43（林碧池、林精鏐と後述の林金莖の祖父）、副董事の林光粽、林玉抒らが村の長老たちを招集し、改築を提案、座向を東から西向きに変更した。
昭和14年（1939年）、台北帝国大学の助教授をつとめた増田福太郎が出版した『臺湾の宗教』の中で、当時の台湾における民間信仰の主神131柱を列挙し、その中に「子龍爺」（趙雲）についての記述が残されており、
と、簡素に紹介されているが、祀られた経緯などには触れられていない。
増田が作成した『全臺灣寺廟主神調査表（州廳別）』には、当時「子龍爺」を主神とする廟は2つしかなく、いずれも台南州にあり、それぞれ北門郡と新営郡に1つずつあったと記され、昭和13年（1938年）に曾景来が出版した『台湾宗教と迷信陋習』付録「台湾寺廟総覧」には、北門郡にあるのは『永昌宮』（現在の佳里子龍廟）であり、新営郡にあるのは『子龍廟』（現在の台南市東山区にある『子龍廟（保和宮）』）と記されている。

### 中華民国時代

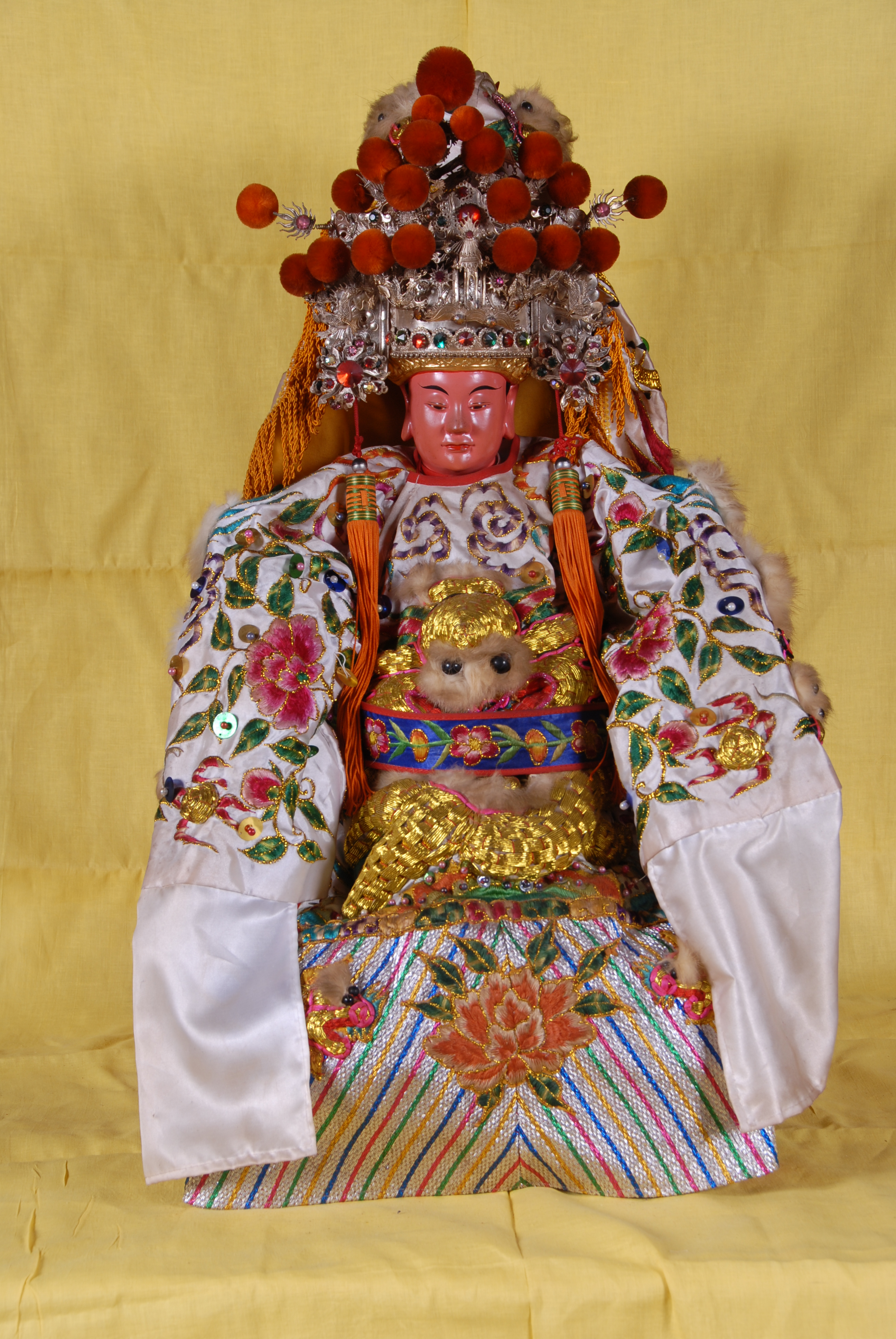
台湾澎湖県白沙郷
『吉貝武聖殿』の趙子龍像

民国46年（1957年）、廟が雷雨で破損したため、林量が主任委員に選出され、資金を集めて改修が行われ、民国48年（1959年）10月に完了した。
民国78年（1989年）1月、老朽化のため再び改築されることとなる。改築のための委員会が組織され、元駐日大使の林金莖が名誉委員長に、林立が委員長に任命される。民国79年（1990年）10月、林金莖らの手により起工式が執り行われ、趙聖（輔天）帝君のお告げに従い、建物の向きを「坐艮向坤兼丑未」（東北向き西南）に決定した。
民国84年（1995年）初頭に本殿が完成し、その後、門、塀、庭園などが建設された。総工費は1億1500万台湾ドルに上った。民国89年（2000年）2月9日、落成式が盛大に挙行された。
廟内に設置された碑文によると、民国97年（2008年）4月27日、道教における最高神・玉皇上帝は、帝君（趙雲）に「趙聖輔天帝君」の神号を授け、併せて建醮を行うよう告げ、同年、「永昌宮五朝祈安清醮」が執り行われた。
民国99年（2010年）、佳里子龍廟の呼びかけで全国の趙雲を祀る21の廟が集い、『台湾趙子龍聯誼会』が結成され、毎年定期的に会合を開いて交流を深めている。同会は、台湾各地にある趙雲を祀る廟や神壇を積極的に探して連絡を取り合い、現在台湾内には37以上の廟・神壇が確認され、そのうち趙雲を主祀とし、委員会を組織して一般公開している廟は約17宇存在する（→後節｢#子龍廟系統｣）。
趙雲の故郷・正定県の河北省趙子龍文化研究会、趙雲の墓がある四川省成都市大邑県の大邑子龍文化研究会とも交流が行われている。
台湾全国各地から多くの信者が崇敬し、佳里子龍廟への参拝者の数は年々増加傾向にある。

## 趙雲信仰

### 信仰の興り

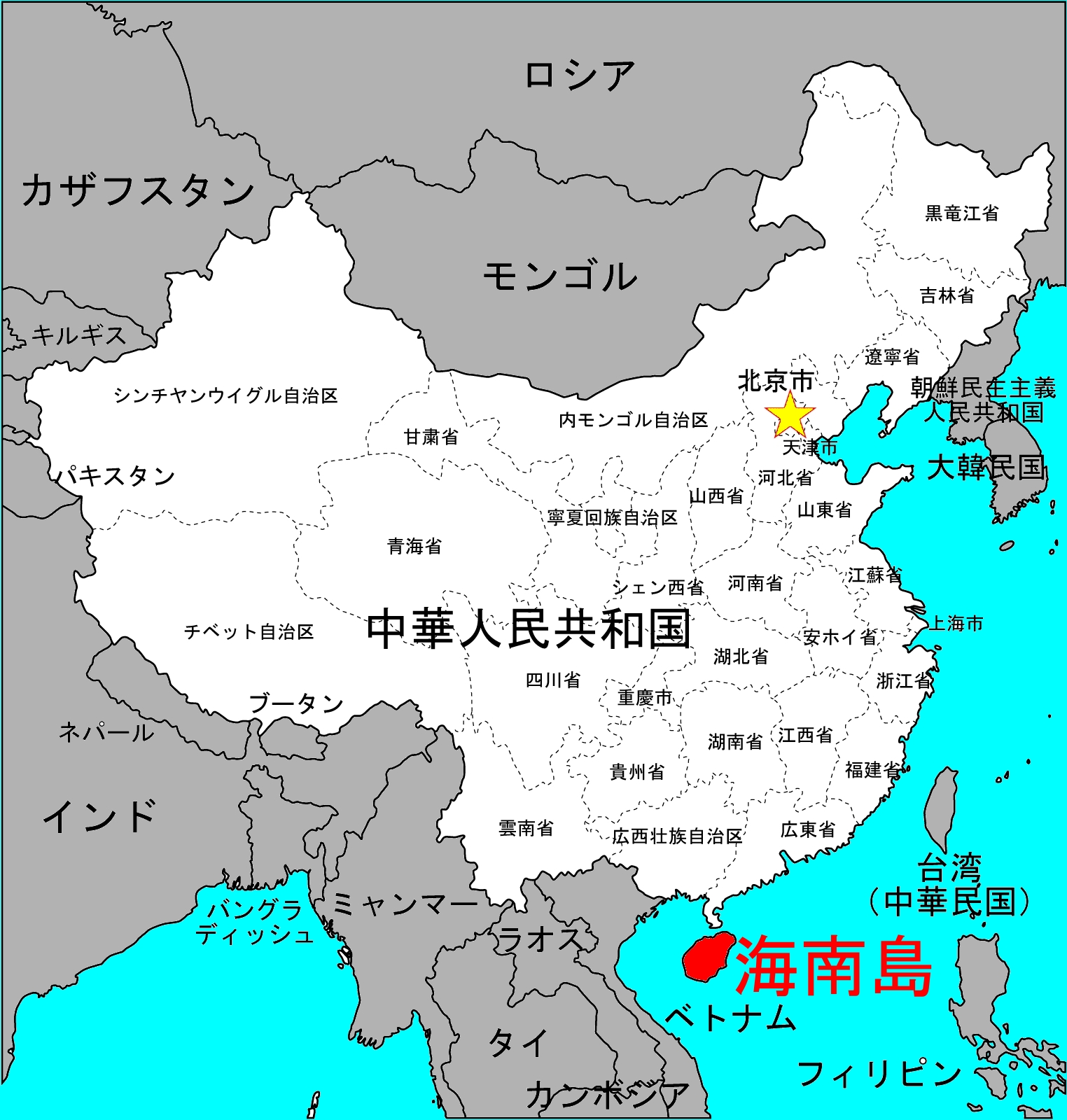
大陸と周辺地図

大陸での趙雲信仰は、明・清頃から見られ、河北省の正定、湖南省の桂陽、四川省の大邑などが特に盛んであり、歴代の地方志に関連する記述が多く残されている（→｢趙雲廟｣参照）。
台湾での信仰の興りは、清代の台湾地方志には記載されておらず、最も古い記録は清の同治年間（1862年～1874年）発行の『台湾府輿図纂要』に二つの子龍廟が記されており、清中期以前の建立が示唆される。信仰の由来は、趙雲に対する敬慕のほか、廟の創建譚から、福建省・広東省の家廟や、地方の小さな廟から神像や香炉を持ち込んだことなどが考えられ、清代には趙雲の崇祀が、当時の中国東南沿海地域にまで及んでいた可能性があるが、信仰規模は河北・両湖（湖南・湖北）・四川省の全域には及んでいなかったと考えられる。

### 大邑と伝承

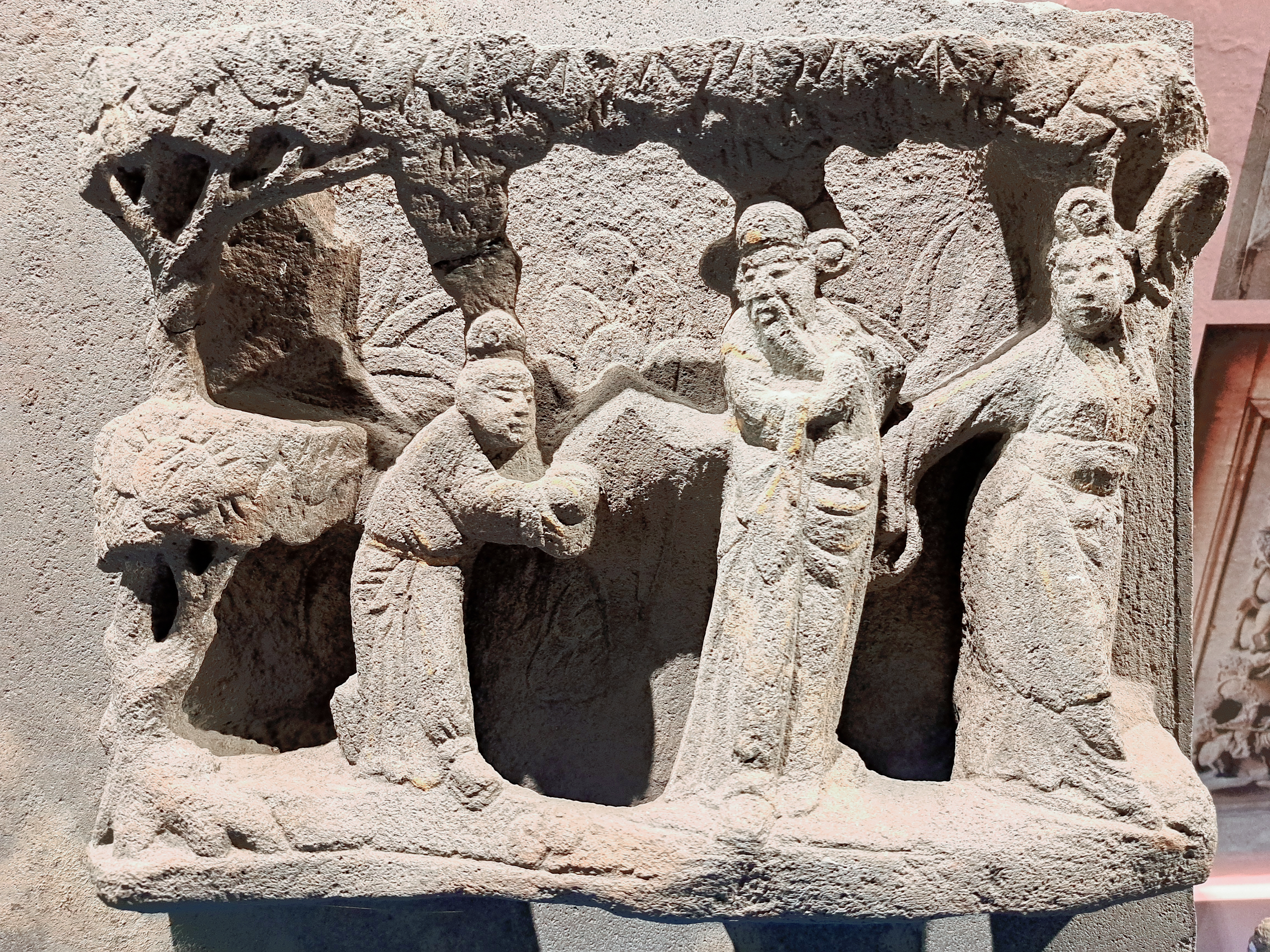
張木成による高浮雕
『長坂坡救主』（1940年～1960年代作）
高雄代天宮文物館所蔵・展示

中国大陸には、いわゆる趙雲信仰の祖廟は存在しないため、台湾の各子龍廟は学界で趙雲の墓所とされている大邑と、信仰上の重要なつながりを築きたいとの考えから、大邑の子龍墓前で焼香や祝文朗読などの祭典儀式を相次いで行っている（→｢大邑趙雲墓｣）。
趙雲信仰の伝承には、清代の大邑に「趙雲が霊験によって敵を退けた」という記録があり、台湾の「趙雲が霊験によって日本軍を退けた」といった伝承と酷似する。これは、四川と台湾はともに趙雲の墓や祠が建立されたことで縁ができ、両地域で類似の霊験伝承が発展する背景になったことを示唆している。また、台湾の各子龍廟に見られる伝承は「在地化」が特徴で、廟の建立や霊験譚が、台湾の他の神々（王爺や媽祖など）の信仰との共通点がみられ、これは、開拓民が新天地で信仰の正統なよりどころを求め、神が歴史的危難を乗り越えるのを守ったという、台湾の歴史的進展に追随し、台湾ならではの特色に沿って発展したことを示唆している。
そのほか、趙雲と同じ蜀漢の武将で、早くから神格化された関羽からの影響を受けていることも指摘されるように、趙雲の愛馬である白龍駒や武器の亮銀槍、そして神号の趙聖帝君などは、関羽の赤兎馬、青龍偃月刀、関聖帝君といった要素から強く倣われており、趙雲が「恩主神」（人々を救済する神）として信仰される形式も、関羽の恩主信仰から派生したものと考えられている。

### 長坂顕神威

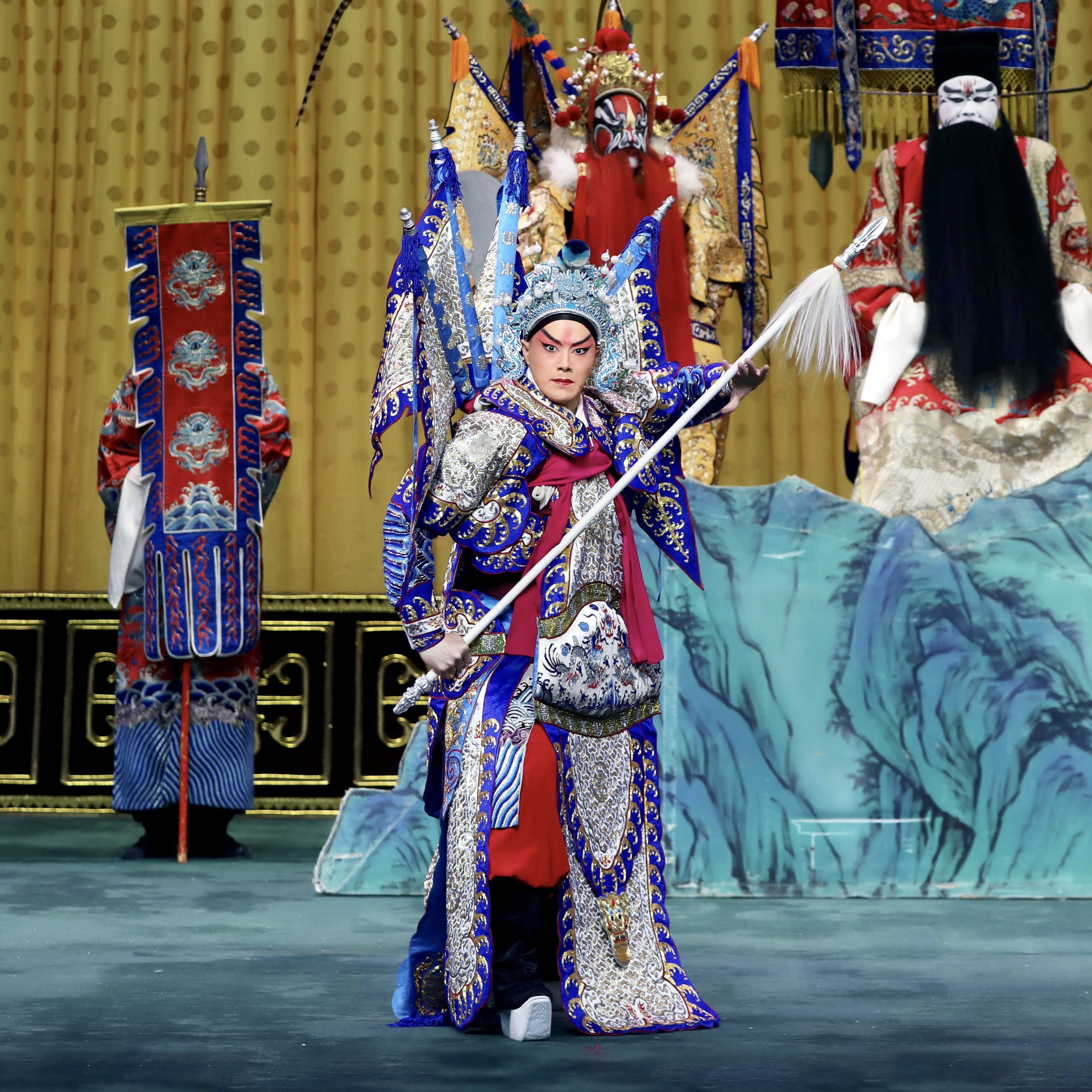
京劇『長坂坡』
武生(武将役)の趙雲(俳優：周恩旭)

各子龍廟では、趙雲の事績が切り絵、交趾陶、壁画、塑像といった多様な形で表現されている。これらの展示物に見られる「長坂坡の戦い」における描写は、史実で趙雲が阿斗と甘夫人を救出したのは事実であるものの、そこに示されるのは「七進七出」（劉備の臣下や夫人たちを救うために敵陣に七度出入りしたこと。京劇が由来の言葉）の場面で、これは『三国志演義』を基にした、誇張されたエピソードである。信者にとって「七進七出」は最もよく知る歴史的出来事であり、趙雲の「忠勇」を象徴するもので、彼の生涯における「最も重要な功績」とされている。信者はそれら趙雲の人柄を「神の性質」として捉え、その公正・無私・清廉な道徳規範を「教え」として、生活の中で実践している。
廟内の展示は、そのほかも主に『演義』のエピソードを基にしており、それらが史実と合致するかどうかは信者の関心事ではなく、信者と趙雲を結びつける「歴史的記憶」を形成するものとなっている。これは台湾のみならず、大陸で語り継がれる趙雲の伝承は『演義』を基に人々の想像力が加わって、あたかも「真実の趙雲」であるかのように定着している。

### 文化的価値

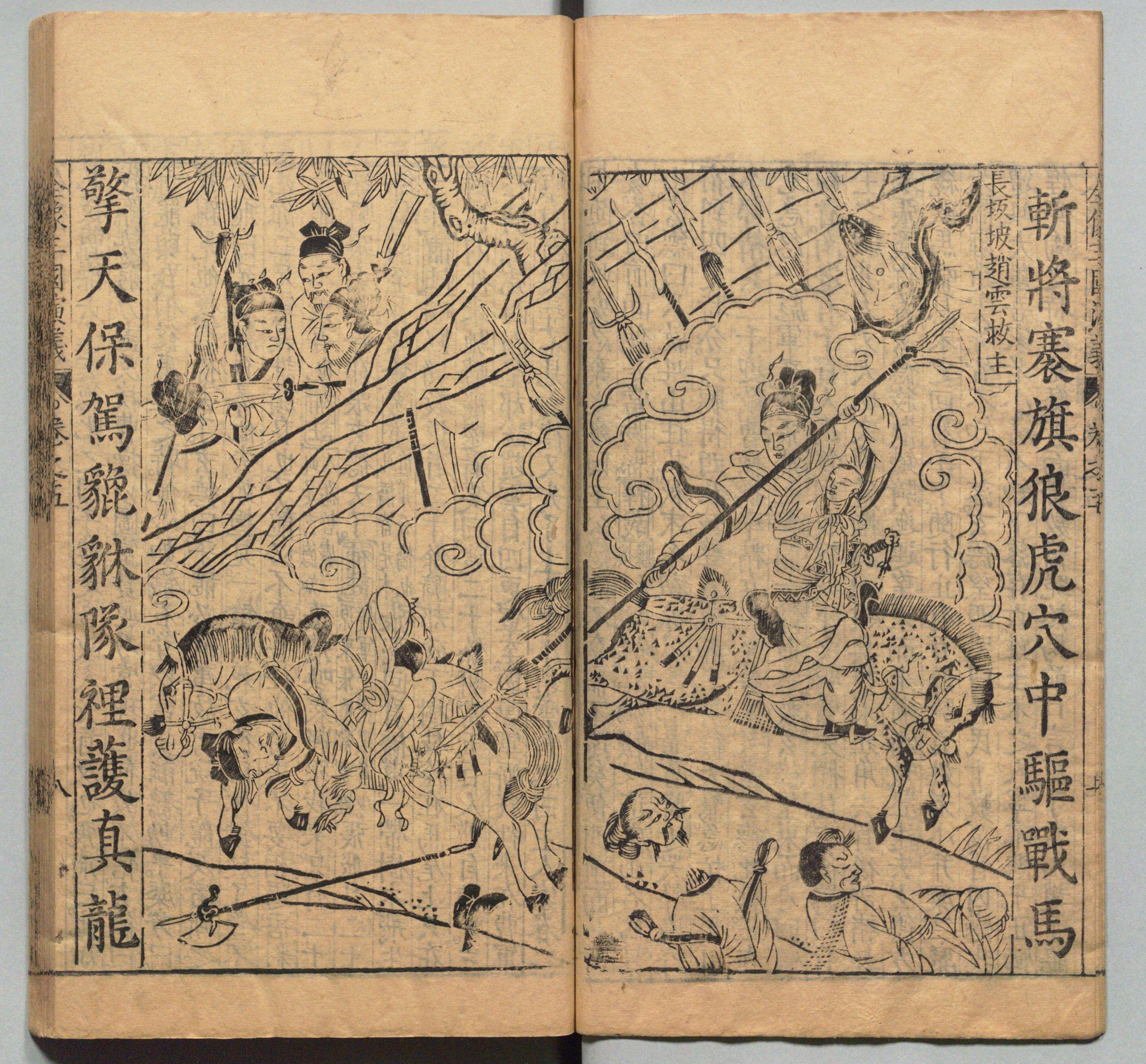
明代『三國志通俗演義』

こうした歴史的記憶が文化的記憶へと変遷する現象について、万建中は、伝承こそが地元の人々にとって主要な歴史であり、「民衆は伝承と歴史の間に何の違いもないと考えており、歴史が歪曲されたり不真実であったりすることを心配しない。考証や実証は民間の領分ではなく、史学者の生きる道なのである」と述べるように、葉威伸は、伝承における趙雲像は史実と創作の融合であると指摘し、必ずしも史実と一致しないものの、全くの虚構でもなく、創作物や歴史遺跡から想像力を働かせ、民衆が抱く趙雲像、ひいては彼らが考える歴史像を代表するものだという。
また、鄺龔子は『演義』における趙雲の描写が集団的な選択的記憶と記述の結果であると分析し、『演義』中の趙雲の戦功や地位、性格が向上している点を挙げ、単に細部の虚構性を強調するのではなく、正史『三国志』から文学的再創造への移行、そして歴史的記憶が文化的記憶として凝縮され、文化的価値の規範が体現されたことを認識すべき、と主張するように、伝承の中の趙雲は各地の民衆にとって「真実の趙雲」となり、民間信仰と伝承の中で絶えず進化し、その文化的価値を高めていった。信仰の対象となった趙雲は、霊験が語り継がれることで敬虔な信仰を促し、信者の道徳規範の実践へと繋がっている。
現在、三国時代の人物を主神とする廟の中で、その数と重要性において、趙雲は関羽に次ぐ存在となっている。

## 主祭神

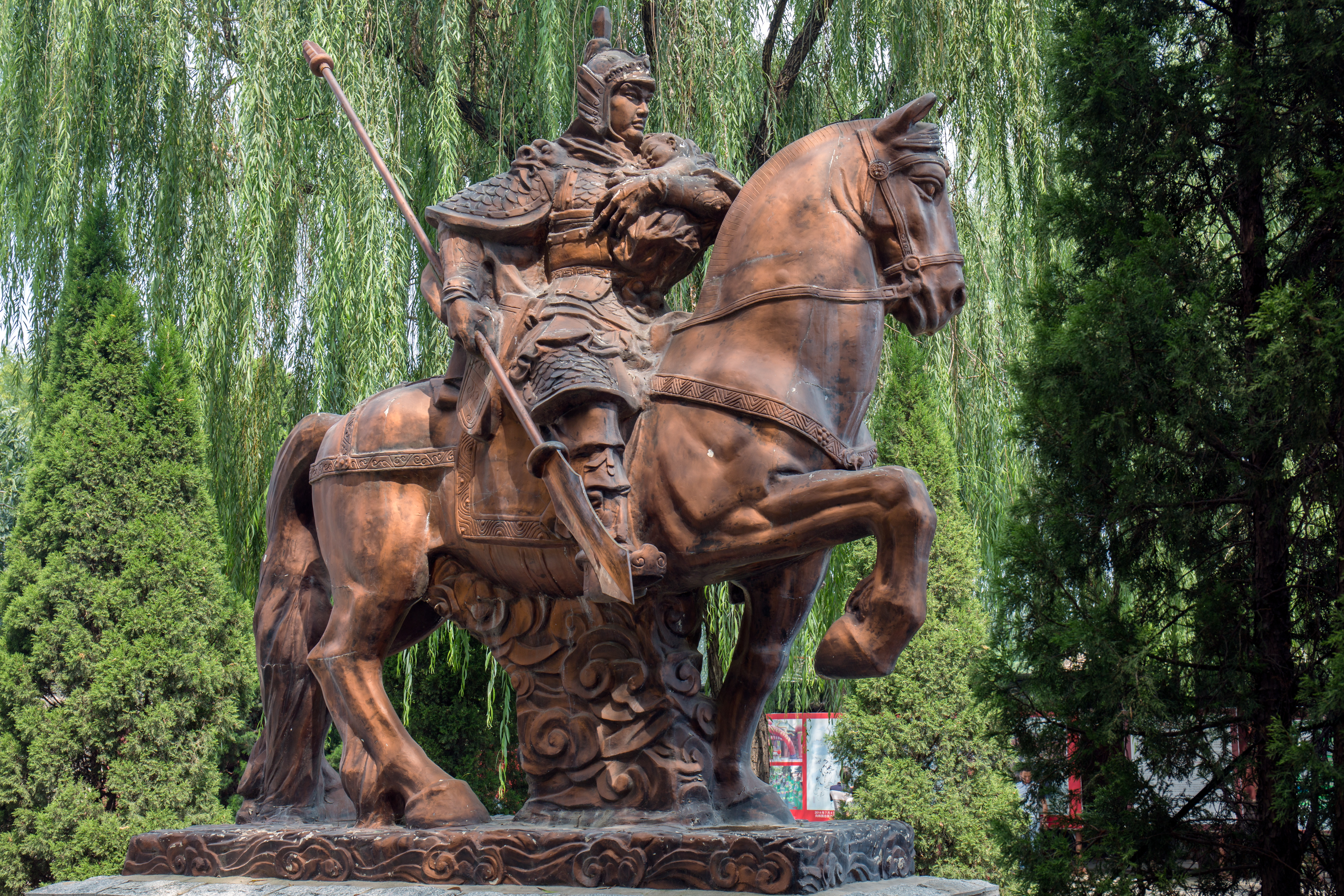
河北省正定県『趙雲廟』
阿斗を抱えた趙雲の騎馬像

### 主神
- 趙雲：（ちょう うん、？ - 229年）、字・子龍（しりゅう）。
冀州常山国真定県（現・河北省石家荘市正定県）出身の蜀漢の将軍。劉備軍が当陽の長坂で曹操軍に追いつかれた際、戦場に置き去りにされた劉備の子・劉禅（幼名・阿斗：のちの蜀漢第2代皇帝）と生母の甘夫人を救い、後世、忠節勇武を称えられた。封号は永昌亭侯、諡号は順平侯。小説『三国志演義』における「長坂坡の戦い」や、「常山の趙子龍」の名乗りは広く有名。五虎大将軍の一人。

### 配祀

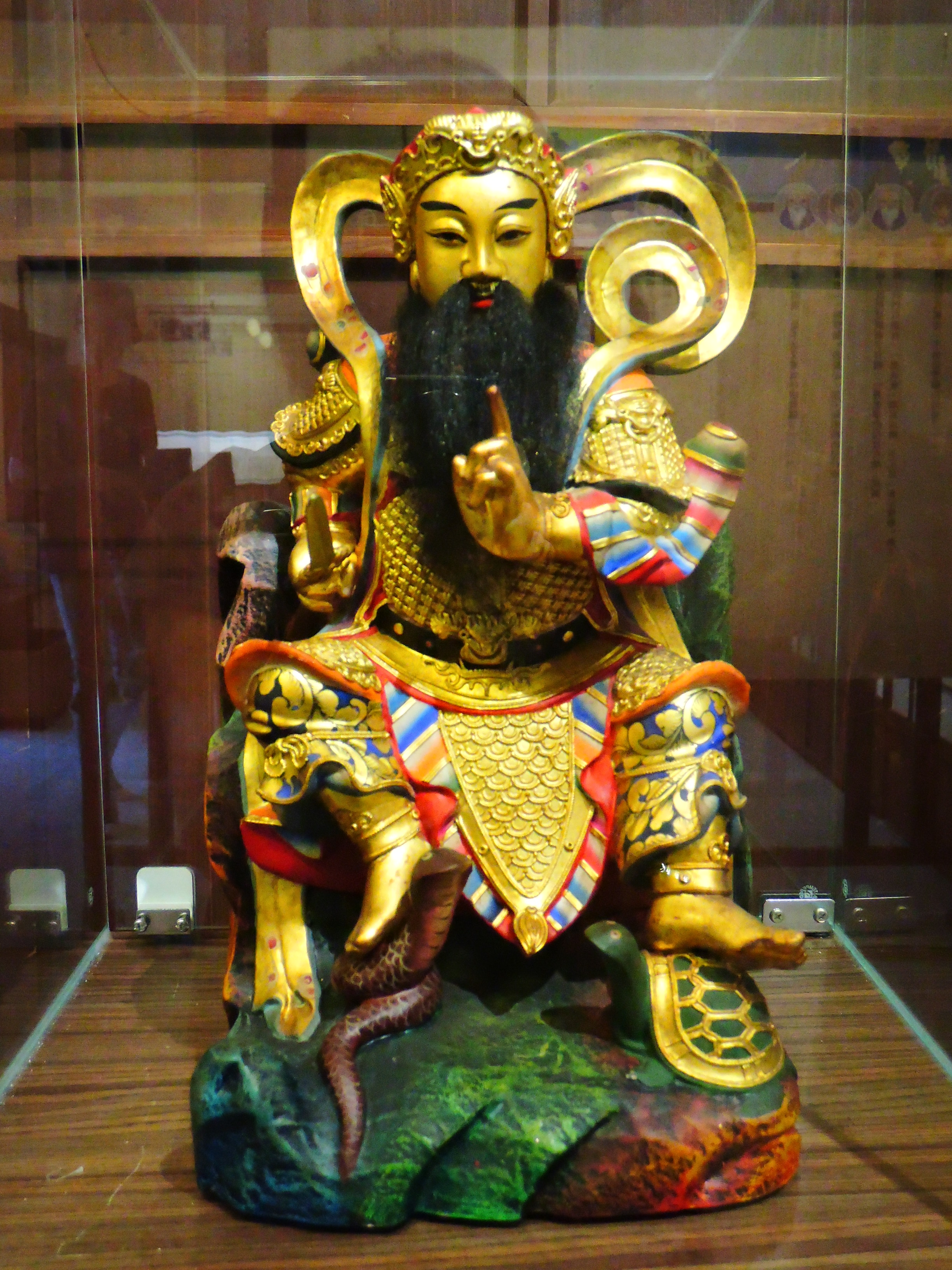
玄天上帝
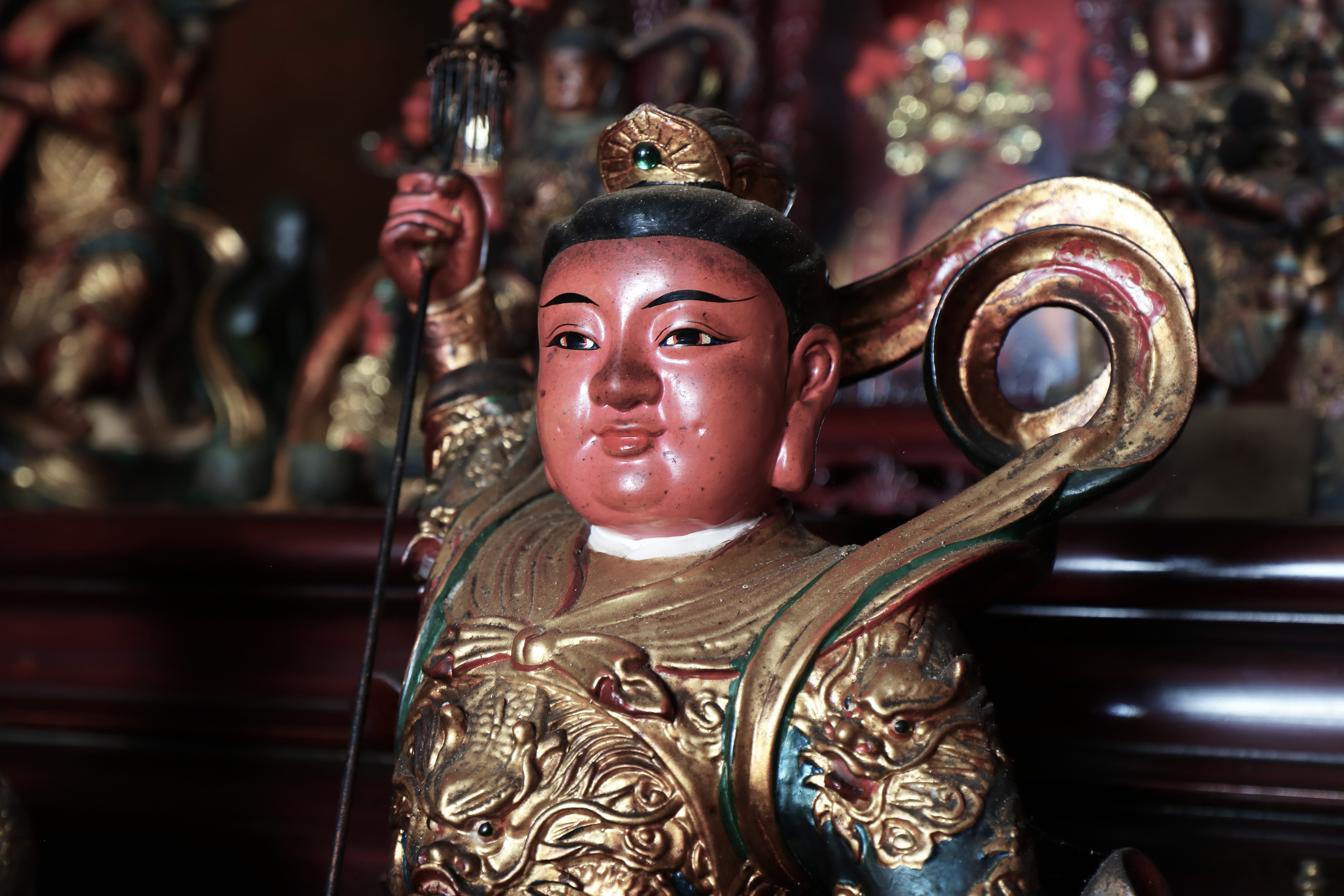
中壇元帥
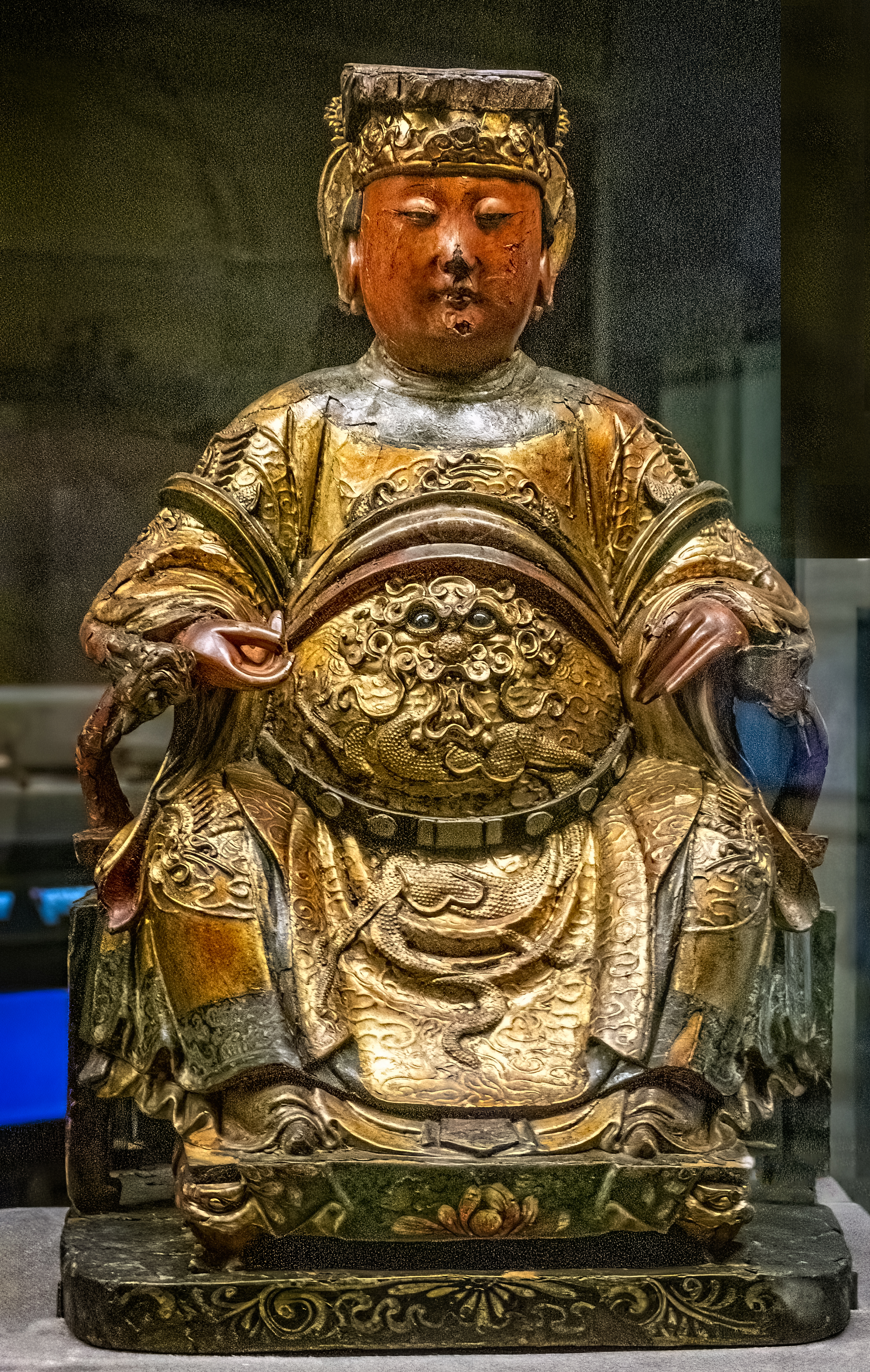
天上聖母
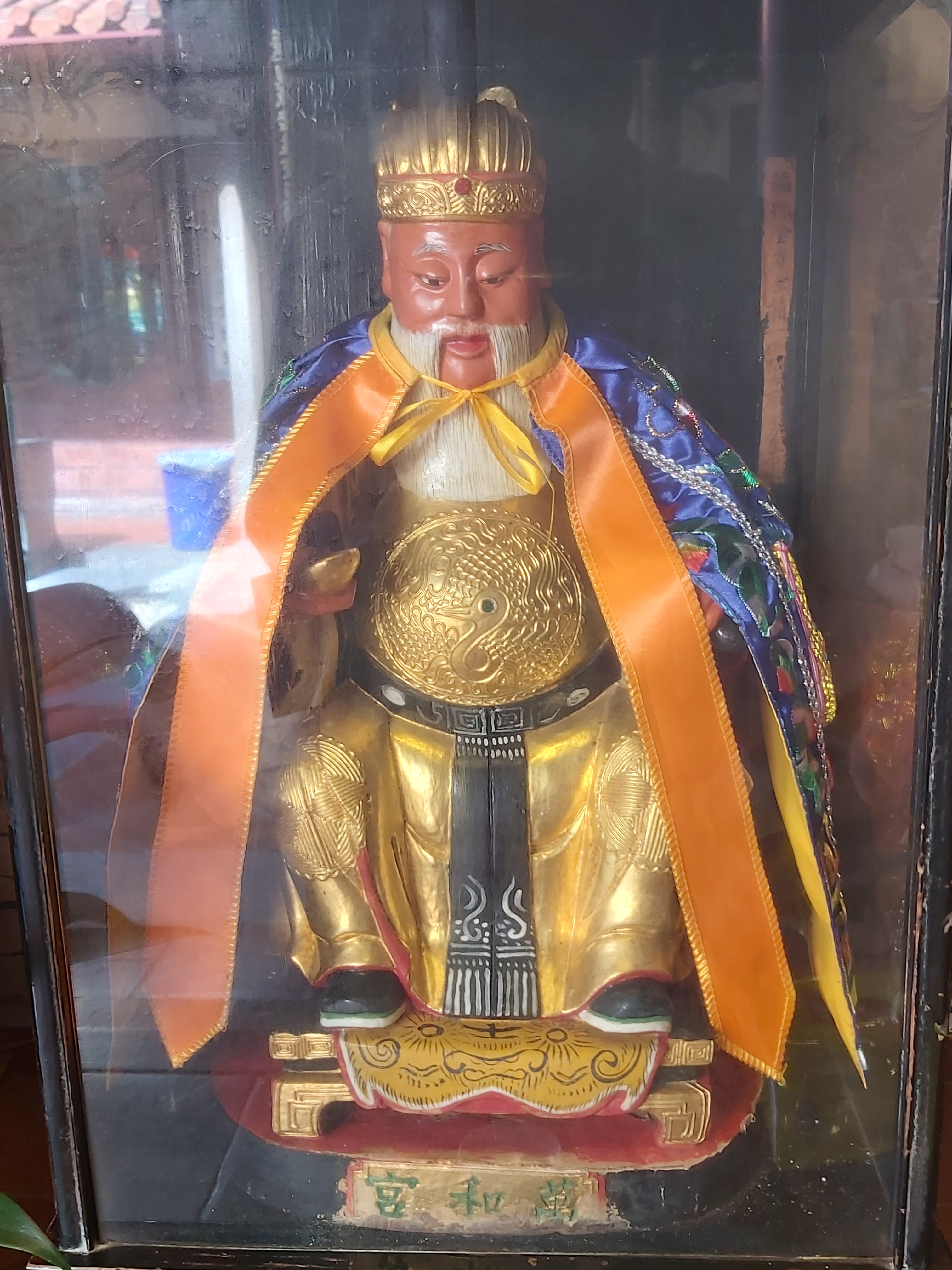
福德正神
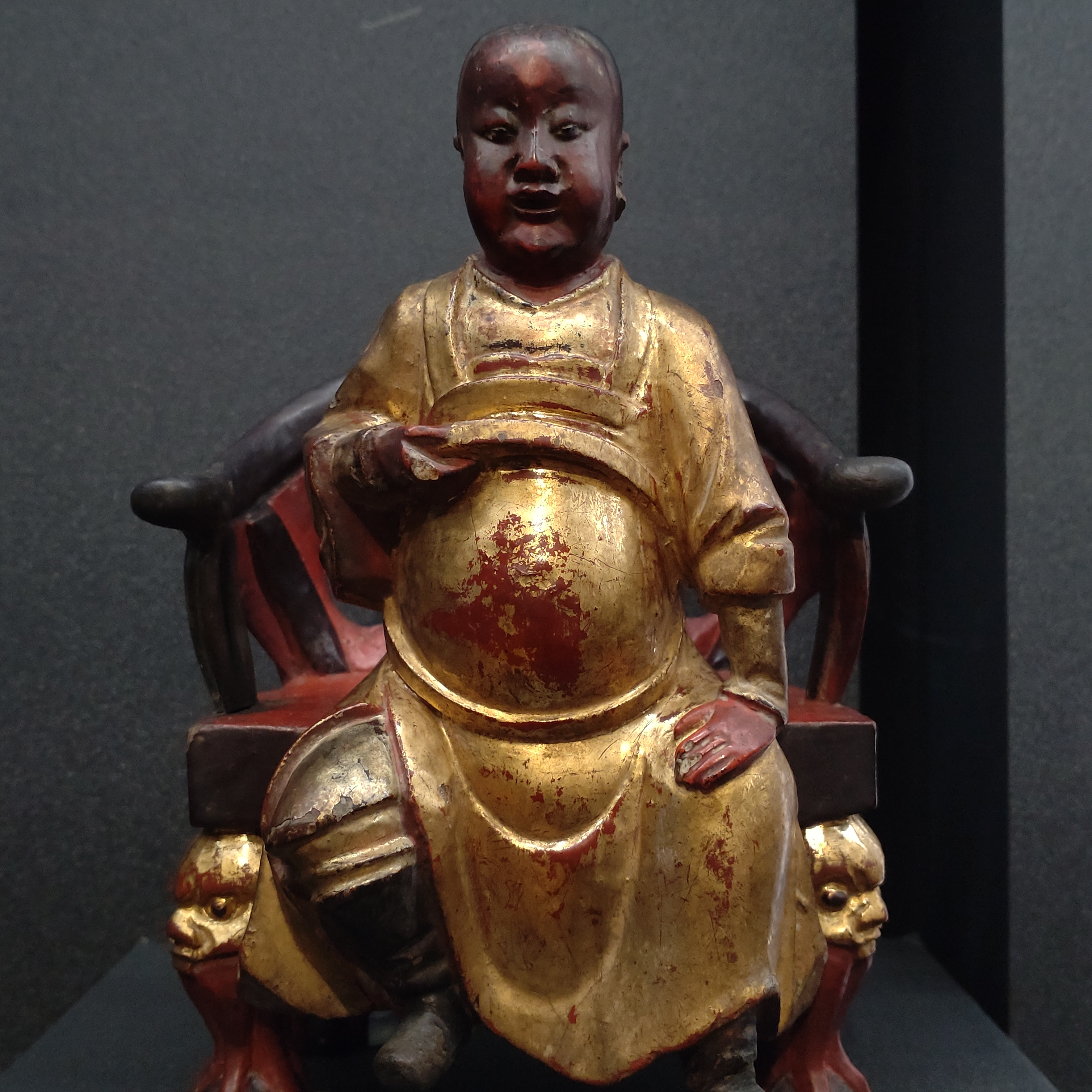
田都元帥
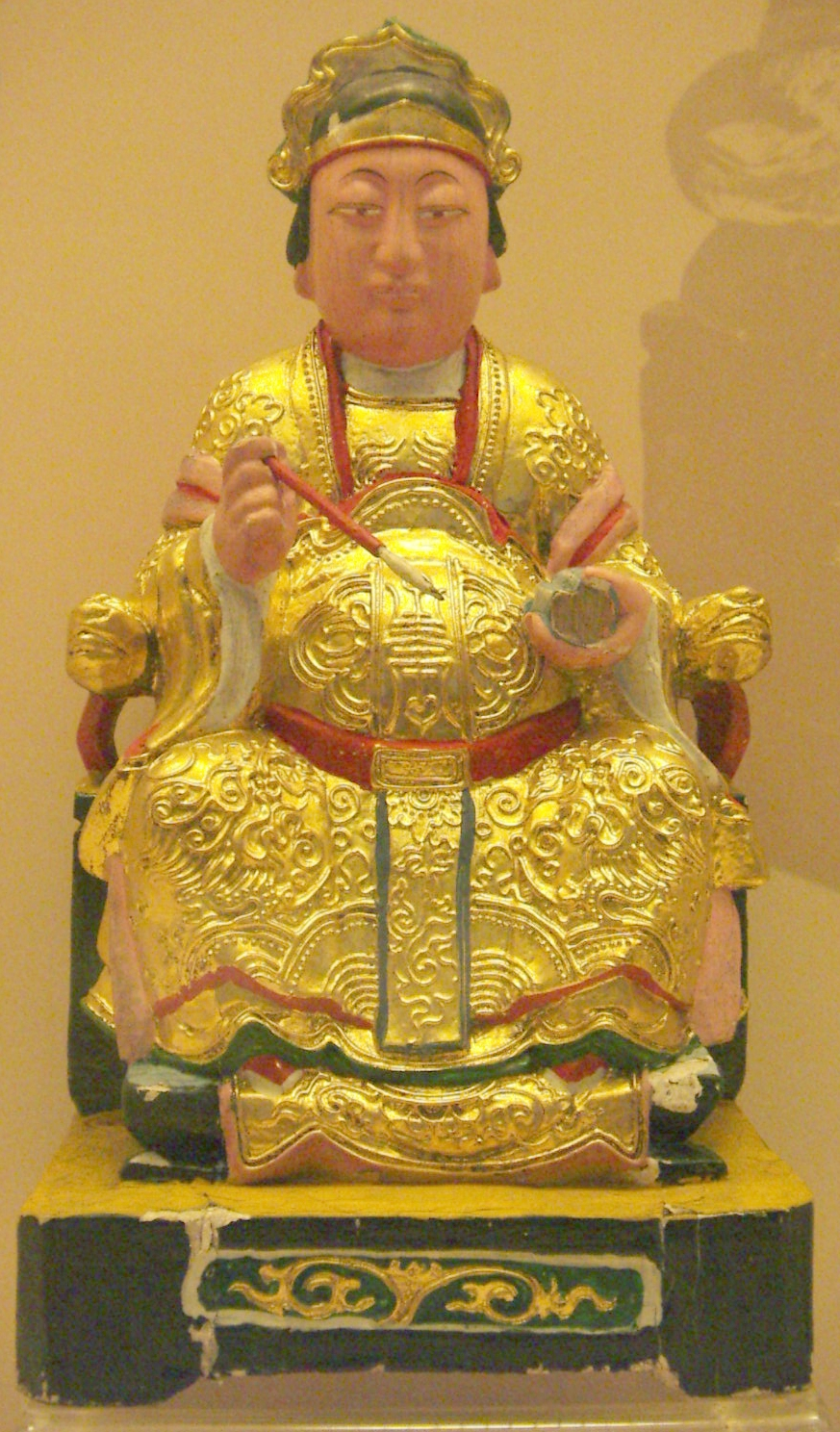
註生娘娘

- 諸葛武侯：諸葛亮
- 玄天上帝：道教神
- 中壇元帥：哪吒（なた）
- 天上聖母：媽祖（まそ）
- 福德正神（中国語版）：土地神
- 田都元帥（中国語版）：音楽演劇の神
- 註生娘娘（中国語版）：出産子育ての女神

## 主な特色

### 儀式
毎年旧暦2月16日の誕辰日に祭典が開催される。近年、儀式は定型化されて3年に一度開催されるようになった。
「請水」「煮油」といった儀式が行われるが、「請水」とは、神が儀式のために小川や海辺へ水を汲む行為で、「飲水思源」（水を飲むときにはその源を思う）という意味を持つ。油を煮る「煮油」は台湾の民間によく見られる廟会での祈安儀式の一つで、主に建醮の「入醮」という儀式の際に行われる。その目的は、人や物に付着した穢れを取り除き、地域全体の平安を祈願することである。
1951年より、旧暦2月14日～16日のいずれかの日の午前中に、近隣の水辺へ水を汲みに行き、廟に持ち帰り安置する。午後には村に戻って「煮油」の儀式を行い、その儀式の流れは他の煮油儀式を行う廟と同様だが、子龍廟の村内には大勢の世帯主がいるため、煮油の行列の前には、銅鑼を鳴らして知らせる者が配置され、火油の入った鼎を担ぐ者の後には、状況に応じて油を鼎に入れる担い手がいる（→#外部リンクの子龍廟ウェイブサイトや動画を参照）。

### 廟の内部
- 主祭神像の他に、内部の調度品が現地の他の廟では見られないほど独特な配置となっている。廟に入り、左側の通路奥に進むと、青龍の像がある池があり、右側の通路には白額虎の像がある池があり、「左青龍、右白虎」を象徴している。
- 内部には、信徒から寄進された装飾壁のタイルがあり、様々な縁起の良い吉祥図が刻まれている。左右の入り口のアーチ門の壁タイルは「二十四孝」で、内部の壁タイルはほとんどが蜀漢の五虎将（五虎大将）、劉備、諸葛亮（孔明）の伝説に関連する。
- 廟外には樹齢百年の大きなガジュマルの木が2本あり、その香炉の上のタイルはすべて蜀漢の五虎将の事績を題材とし、「劉備が督郵を叱責する」、「黄巾賊を斬る」、「関羽が華雄を斬る」、「古城で関羽と張飛が再会する」、「張飛が厳顔を捕らえる」、「関羽と黄忠が戦う」、「張飛と馬超が戦う」、「馬超と許褚が戦う」などの内容である。

### 廟の外部
廟の隣にある趙雲と阿斗の騎馬像には霊性がある、という伝説がある。
- 廟が完成した後、像のそばの壁が何度も壊れるという不可思議なことが起こり、夜中に馬の嘶きが聞こえた後、馬の像のそばの壁が蹴り壊されているのを見た、という噂が広まった。その後、地元の有力者たちは法師を招き、趙王爺（趙雲）に伺いを立てると、趙王爺から「壁の頂上を赤い黄土色で塗ると、馬の像は落ち着くだろう」という神託を受け、壁を塗り替え、馬の通り道の瓦を撤去した。
- 地元の言い伝えによると、趙王爺の像は毎月馬に乗って廟の周辺を巡回しており[43]、かつて悪事を働いていた盗賊や悪人が、役人や民衆に追われていた際に、趙王爺の像の槍の穂先が目の前で揺れ動いているのを見て驚愕し、その場で昏倒して捕らえられた、という伝説がある。

## 霊験

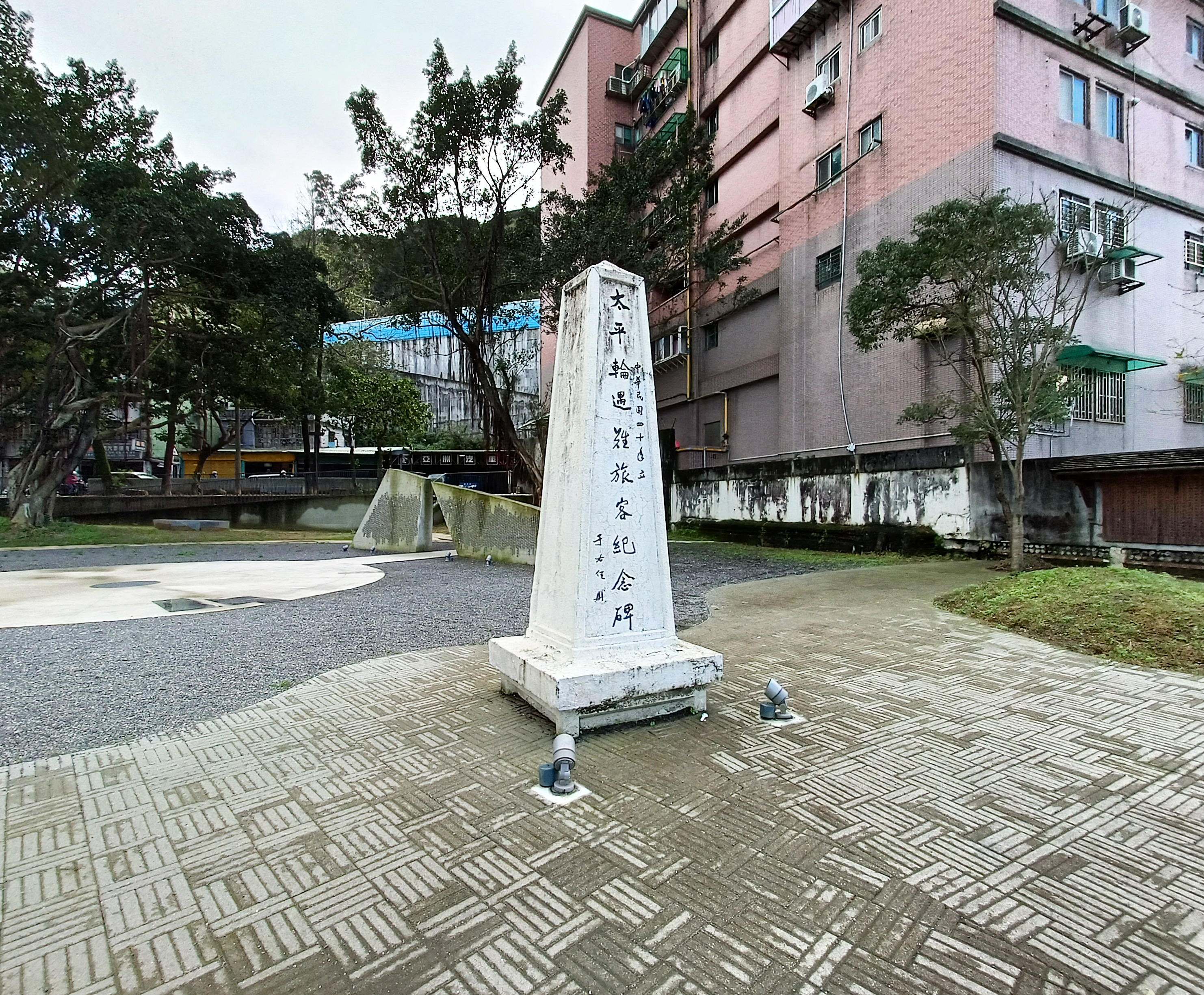
太平輪遭難者慰霊碑
（1951年建立）

佳里子龍廟名誉委員長を務めた元駐日大使の林金莖の回顧録によると、復旦大学在学中であった民国37年（1948年）、共産党軍が上海付近まで迫ってきたため、同校から台湾大学への転学許可証が発行され、約半数の公費留学生が台湾に戻る準備をしていた。
林金莖はもともと、客船・太平輪の乗船券を購入していたが、その晩、白馬に乗って子供を抱えた趙雲が、「太平輪に乗ってはいけない」と告げる夢を見た。不吉に思った林金莖は、中興輪の乗船券に買い替え、台湾に渡った。
その後、2日遅れて出航した太平輪は、上海呉淞口外で建元輪と衝突し沈没、乗員700人以上が死亡したことを知ったという。

## アクセス

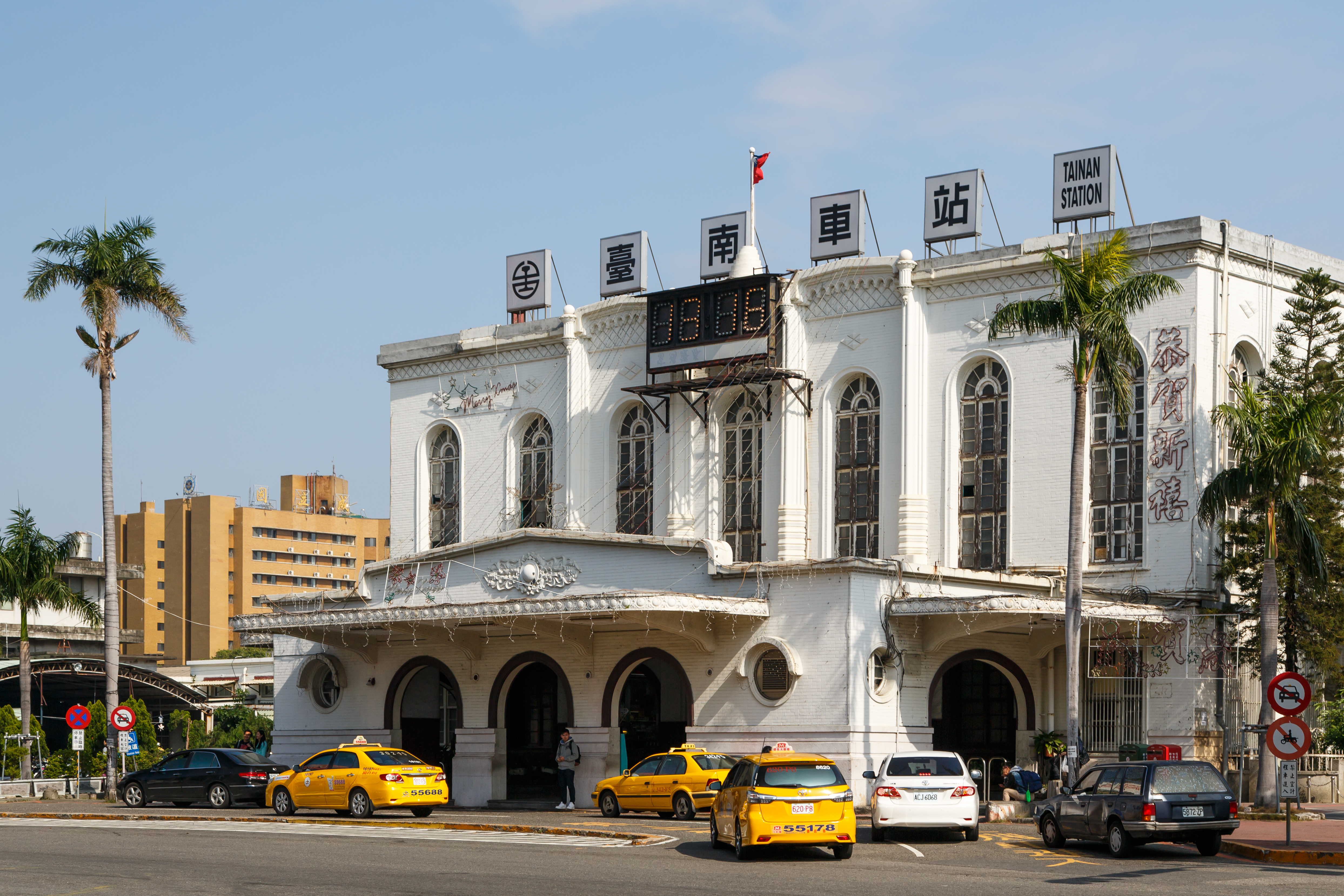
「台南駅」外観

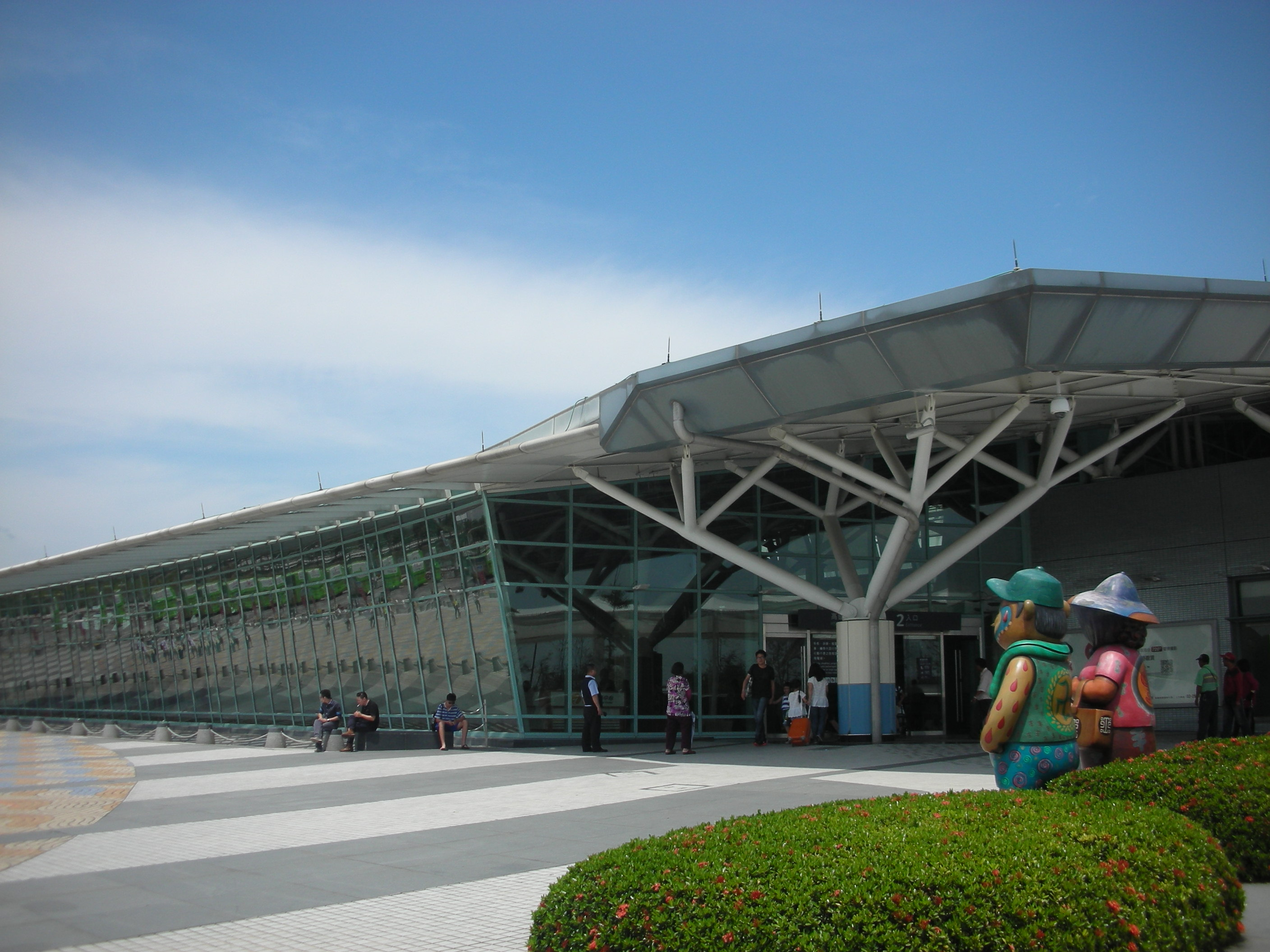
「（高速）嘉義駅」

台鉄、台湾高速鉄道、市バス（大台南公車）、高速バスからのアクセス方法。
廟の駐車場は無料で利用できる（※台数制限あり）。
台鉄（現：台湾鉄路公司）
- 「台南駅」
→大台南公車藍幹線（中国語版）
→終点「佳里駅」で大台南公車橘幹線（中国語版）に乗り換え
→「子龍廟」下車。

高速鉄道
- 「（高速）嘉義駅」
→大台南公車橘9-1線（中国語版）または大台南公車橘9線（中国語版）
→終点「佳里駅」で橘幹線に乗り換え
→「子龍廟」下車。

高速バス
- 和欣客運または統聯客運
→麻豆バスターミナル（中国語版）
→大台南公車橘幹線「子龍廟」下車。

※（以上は2025年時点の情報。廟は年中無休で運営）

## 子龍廟系統

台湾行政区分

以下は台湾全域における、2023年時点で確認済みの子龍廟・関連寺廟一覧。
（#外部リンクの「文化資源地理資訊系統」も参照）。
◎…趙雲が主祀かつ委員会を組織して一般公開している廟。
Ｗ…管理者・管理委員会が直接管理するウェブサイトまたはSNS。

### 主祀廟数と分布
趙雲を主祀とし、委員会を組織して一般公開している廟の分布（2023年時点）。
| 南部   | 南部 | 中部   | 中部 | 北部   | 北部 | 北東部 | 北東部 | 東部   | 東部 |
| ------ | ---- | ------ | ---- | ------ | ---- | ------ | ------ | ------ | ---- |
| 台南市 | 3    | 台中市 | 1    | 新北市 | 1    | 宜蘭県 | 1      | 台東県 | 1    |
| 高雄市 | 1    | 彰化県 | 1    | 桃園市 | 1    | ——     | -      | ——     | -    |
| 屏東県 | 1    | 雲林県 | 4    | ——     | -    | ——     | -      | ——     | -    |
| 嘉義県 | 2    | ——     | -    | ——     | -    | ——     | -      | ——     | -    |

### 佳里子龍廟系統
佳里子龍廟系統の壇廟。聖号（神号）は趙聖輔天帝君、趙聖帝君、趙府千歳。聖誕日は全て旧暦2月16日。
| 名称 | 名称               | 位置         | 規模 | 聖号         | 主配祀 | 聖誕(農暦) | W      |
| ---- | ------------------ | ------------ | ---- | ------------ | ------ | ---------- | ------ |
| ◎    | 佳里子龍廟永昌宮   | 台南市佳里区 | 宮廟 | 趙聖輔天帝君 | 主祀   | 02月16日   | ◆      |
| ◎    | 台北子龍廟         | 新北市板橋区 | 〃   | 趙聖帝君     | 〃     | 〃         | [ 50 ] |
| ◎    | 桃園奉安宮         | 桃園市大渓区 | 〃   | 〃           | 〃     | 〃         | [ 51 ] |
| ◎    | 高雄大寮趙雲廟     | 高雄市大寮区 | 〃   | 〃           | 〃     | 〃         | [ 52 ] |
|      | 明清天元道場       | 新北市三重区 | 神壇 | 〃           | 〃     | 〃         | [ 53 ] |
|      | 聖雲壇             | 嘉義県民雄郷 | 〃   | 〃           | 〃     | 〃         | -      |
|      | 永龍宮             | 台南市南区   | 〃   | 〃           | 〃     | 〃         | -      |
|      | 台南七股正義壇     | 台南市七股区 | 〃   | 趙府千歳     | 〃     | 〃         | [ 54 ] |
|      | 苓発宮             | 高雄市鳳山区 | 宮廟 | 趙聖帝君     | 配祀   | 〃         | -      |
|      | 高雄岡山玉旨行天宮 | 高雄市岡山区 | 〃   | 〃           | 〃     | 〃         | [ 55 ] |
|      | 聖天宮聖中会       | 宜蘭県三星郷 | 神壇 | 〃           | 〃     | 〃         | -      |
|      | 開基南清宮         | 台中市清水区 | 〃   | 〃           | 〃     | 〃         | [ 56 ] |

### 大陸招来系統
| 名称 | 名称               | 位置         | 規模 | 聖号     | 主配祀 | 聖誕(農暦) | W      |
| ---- | ------------------ | ------------ | ---- | -------- | ------ | ---------- | ------ |
| ◎    | 順平宮             | 嘉義県中埔郷 | 宮廟 | 趙府千歳 | 主祀   | 08月16日   | -      |
| ◎    | 崎脚子龍廟(保和宮) | 台南市東山区 | 〃   | 〃       | 〃     | 01月15日   | -      |
|      | 護安宮             | 台南市麻豆区 | 〃   | 趙府元帥 | 配祀   | 10月16日   | -      |
|      | 許中営順天宮       | 台南市安定区 | 〃   | 〃       | 〃     | 02月16日   | [ 57 ] |
|      | 保興堂             | 彰化県秀水郷 | 神壇 | 〃       | 〃     | 03月25日   | -      |

### 布袋尊招来系統
| 名称 | 名称           | 位置         | 規模 | 聖号     | 主配祀 | 聖誕(農暦) | W      |
| ---- | -------------- | ------------ | ---- | -------- | ------ | ---------- | ------ |
| ◎    | 虎尾埒内拱雲宮 | 雲林県虎尾鎮 | 宮廟 | 趙府元帥 | 主祀   | 03月27日   | [ 58 ] |
| ◎    | 雲天宮         | 雲林県莿桐郷 | 〃   | 〃       | 〃     | 〃         | -      |
| ◎    | 忠雲宮         | 〃           | 〃   | 〃       | 〃     | 〃         | -      |
| ◎    | 嘉義布袋普天宮 | 嘉義県布袋鎮 | 〃   | 〃       | 〃     | 〃         | [ 59 ] |
|      | 嘉義布袋嘉應廟 | 〃           | 〃   | 〃       | 配祀   | 〃         | [ 60 ] |

### 多元的起源系統
| 名称                    | 名称         | 位置         | 規模 | 聖号      | 主配祀 | 聖誕(農暦) | W      |
| ----------------------- | ------------ | ------------ | ---- | --------- | ------ | ---------- | ------ |
| ◎                       | 大肚合興宮   | 台中市大肚区 | 宮廟 | 趙府千歳  | 主祀   | 05月01日   | [ 61 ] |
| ◎                       | 四溝千鋒殿   | 屏東県恒春鎮 | 〃   | 中軍元帥  | 〃     | 02月04日   | [ 62 ] |
|                         | 玉旨龍雲殿   | 〃           | 神壇 | 〃        | 〃     | 02月16日   | -      |
|                         | 和興宮(新竹) | 苗栗県後龍鎮 | 宮廟 | 趙府千歳※ | 配祀   | 04月27日   | -      |
| ※(七府千歳合同聖誕祭典) |              |              |      |           |        |            |        |

### 鸞堂系統（分香・霊験）
| 名称 | 名称                    | 位置         | 規模 | 聖号         | 主配祀 | 聖誕(農暦) | W      |
| ---- | ----------------------- | ------------ | ---- | ------------ | ------ | ---------- | ------ |
| ◎    | 慶安堂                  | 宜蘭県頭城鎮 | 宮廟 | 南天定遠帝君 | 主祀   | 05月03日   | -      |
| ◎    | 天龍宮                  | 雲林県斗六市 | 〃   | 趙聖定遠帝君 | 〃     | 02月26日   | -      |
| ◎    | 台東東凌宮聖帝廟        | 台東県台東市 | 〃   | 趙聖帝君     | 〃     | 02月16日   | [ 63 ] |
|      | 鯉魚山龍鳳佛堂 (東淩宮) | 〃           | 〃   | 趙子龍元帥   | 配祀   | 〃         | [ 64 ] |
|      | 鎮濱宮(東淩宮)          | 台東県長濱郷 | 〃   | 趙聖帝君     | 〃     | 〃         | -      |

### 降臨系統
| 名称            | 名称             | 位置         | 規模 | 聖号         | 主配祀 | 聖誕(農暦) | W      |
| --------------- | ---------------- | ------------ | ---- | ------------ | ------ | ---------- | ------ |
| ◎               | 集聖宮           | 彰化県和美鎮 | 宮廟 | 趙府元帥     | 主祀   | 08月16日   | -      |
| ◎               | 後壁子龍廟龍興宮 | 台南市後壁区 | 〃   | 趙聖定遠帝君 | 〃     | 09月27日   | [ 65 ] |
|                 | 武雲宮           | 彰化県鹿港鎮 | 神壇 | 趙府元帥     | 〃     | 03月27日   | -      |
|                 | 趙聖壇           | 台南市後壁区 | 〃   | 〃           | 〃     | 08月23日   | -      |
|                 | 都蘭子龍廟       | 台東県東河郷 | 〃   | 趙聖帝君     | 〃     | 02月16日   | -      |
|                 | 外塭順天府       | 台南市安南区 | 宮廟 | 趙府千歳※    | 配祀   | 05月13日   | [ 66 ] |
|                 | 台南新営龍聖宮   | 台南市新営区 | 〃   | 趙聖輔王     | 〃     | 02月16日   | [ 67 ] |
|                 | 正氣南聖宮       | 高雄市林園区 | 神壇 | 趙聖帝君     | 〃     | 〃         | -      |
| ※(聖誕合同祭典) |                  |              |      |              |        |            |        |

### その他の廟
| 名称                | 位置         | 規模 | 聖号 | 主配祀 | 聖誕(農暦) | W      |
| ------------------- | ------------ | ---- | ---- | ------ | ---------- | ------ |
| 九隆里震安宮        | 雲林県西螺鎮 | 宮廟 | ———  | 配祀   | ———        | -      |
| 崁仔頭保安宮        | 台南市白河区 | 〃   | ———  | 〃     | ———        | [ 68 ] |
| 中洲明聖殿          | 〃           | 〃   | ———  | 〃     | ———        | -      |
| 坊仔林 廣濟宮化安寺 | 〃           | 〃   | ———  | 〃     | ———        | [ 69 ] |
| 下洲仔忠興宮        | 台南市安定区 | 〃   | ———  | 〃     | ———        | -      |
| 高雄天軍殿          | 高雄市鼓山区 | 〃   | ———  | 〃     | ———        | [ 70 ] |

## 他の国の子龍廟

### 中国
大陸の子龍廟。正定の趙雲廟、四川の大邑趙雲墓の子龍廟ほか、各地に存在する（→詳細は各記事を参照）。

### マレーシア
中国大陸から渡ってきた華人によって建立された子龍廟。2023年時点で、以下の6宇が確認されている。
| 名称                          | 位置           | 規模 | 聖号         | 主配祀 | 聖誕(農暦) | W      |
| ----------------------------- | -------------- | ---- | ------------ | ------ | ---------- | ------ |
| 船仔頭天福宮                  | 檳城州威北県   | 宮廟 | 趙子龍将軍   | 主祀   | 8月15日    | [ 71 ] |
| 麻坡鳳威宮                    | 柔佛州麻坡県   | 〃   | 趙子龍元帥   | 〃     | 8月20日    | [ 72 ] |
| 麻坡順平宮                    | 〃             | 〃   | 趙聖輔天帝君 | 〃     | 〃         | [ 73 ] |
| 麻北風雲廟                    | 柔佛州昔加末町 | 〃   | 趙子龍将軍   | 〃     | 10月03日   | -      |
| 砂益白馬将軍廟 (趙子龍将軍廟) | 柔佛州東甲町   | 〃   | 〃           | 〃     | 8月18日    | [ 74 ] |
| 永平趙子龍廟                  | 柔佛州永平町   | 〃   | 〃           | 〃     | 〃         | [ 75 ] |

ペナン州
ジョホール州
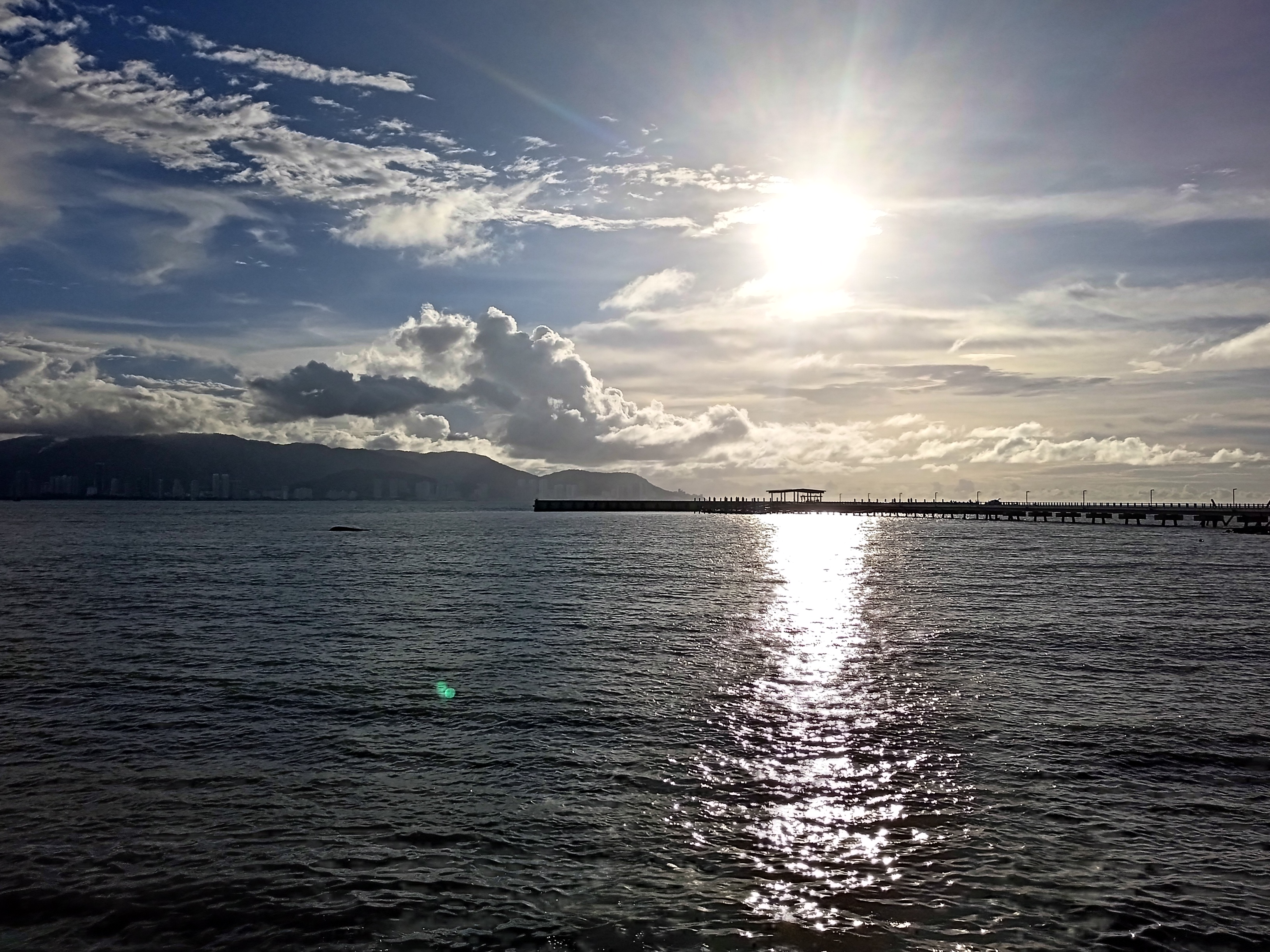
清潔海濱路

- 船仔頭天福宮（ペナン州バターワース）：1871年以前から存在する北海最大の神廟の一つ。神像は広東から持ち込まれた[76]。廟のある「清潔海濱路」（Jalan Pantai Bersih）は以前は「子龍街」と呼ばれていた。後に名前が変わってしまい、再び「子龍街」と改名してくれるよう国会議員らに強く求めているという[77]。
- 麻坡鳳威宮（ジョホール州ムアール県）：2010年、創設者二人が「互いに尊敬する趙子龍の忠義の精神を広めたい」という共通の志を持ち、二人の友人を加え『鳳威宮』の建設を計画、同年旧暦5月15日、多くの協力のもとに『鳳威宮』の看板が正式に掲げられた[76]。
- 麻坡順平宮（同県）：趙雲が宮主に乩身（神との媒介、神霊が憑依した状態）して神像の場所を指示したという創建譚を持つ[76]。
- 麻北風雲廟（同州セガマッ町）：神像が海南島の麻北蓮花村から持ち込まれた[76]。現在の廟は、2000年落成[78]。
- 砂益白馬将軍廟（タンカッ町）：1975年建立。当時は競馬好きの人々が集まる民家にあり、『趙子龍将軍廟』と呼ばれていた。1995年に移転。わずか一部屋程の大きさだったが、2004年に競馬の勝ち金で拡張、『砂益玉仙宮』に改名。2020年に新廟の起工式が執り行われ、現在の『白馬将軍趙子龍将軍廟』に改名した[78]。
- 永平趙子龍廟（ヤン・ペン町）：1974年頃、村人たちが趙子龍将軍（趙爺）を信仰するようになったのが始まりとされる[78]。